# 恐齒龍獸屬

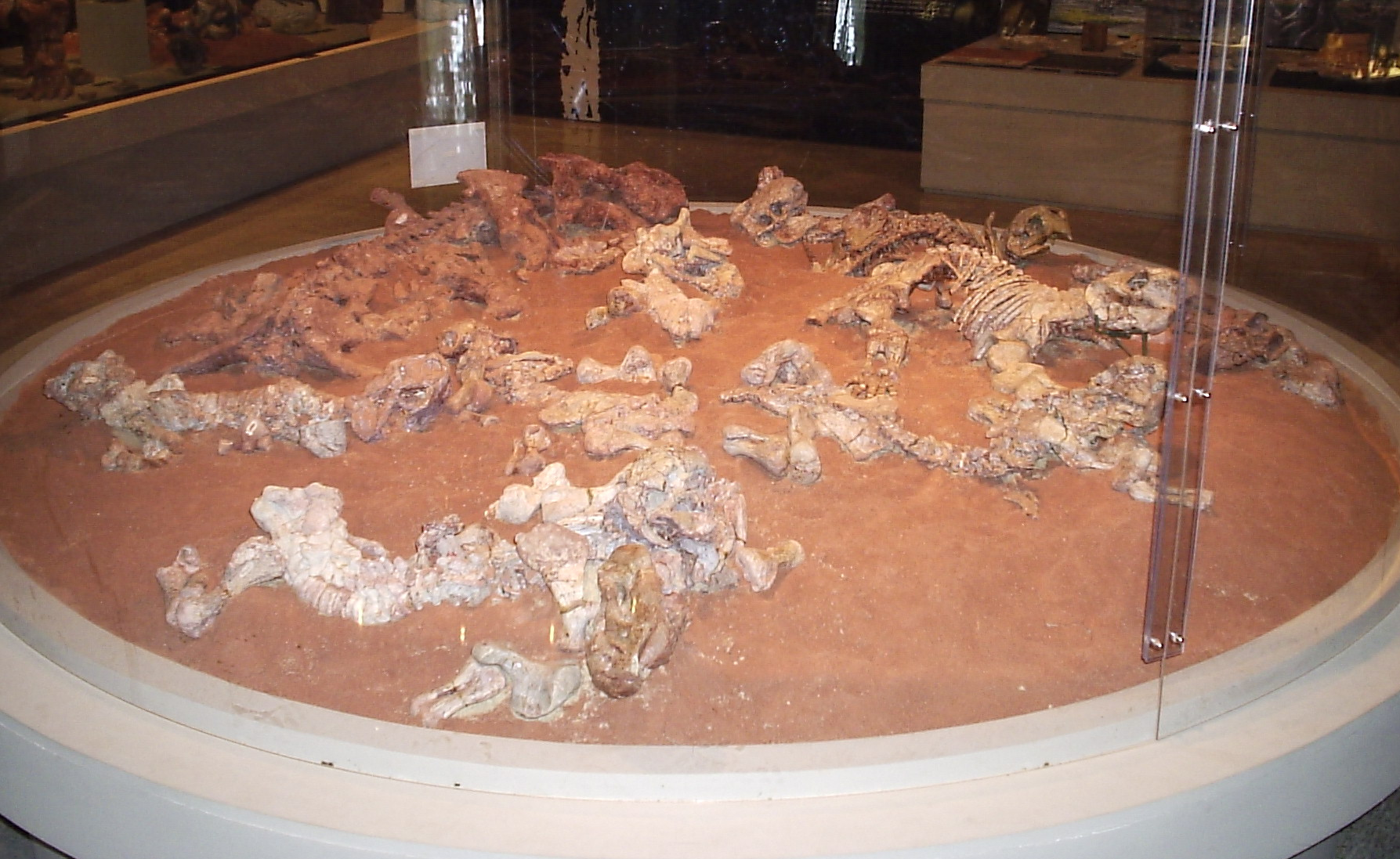
恐齒龍獸的集體化石

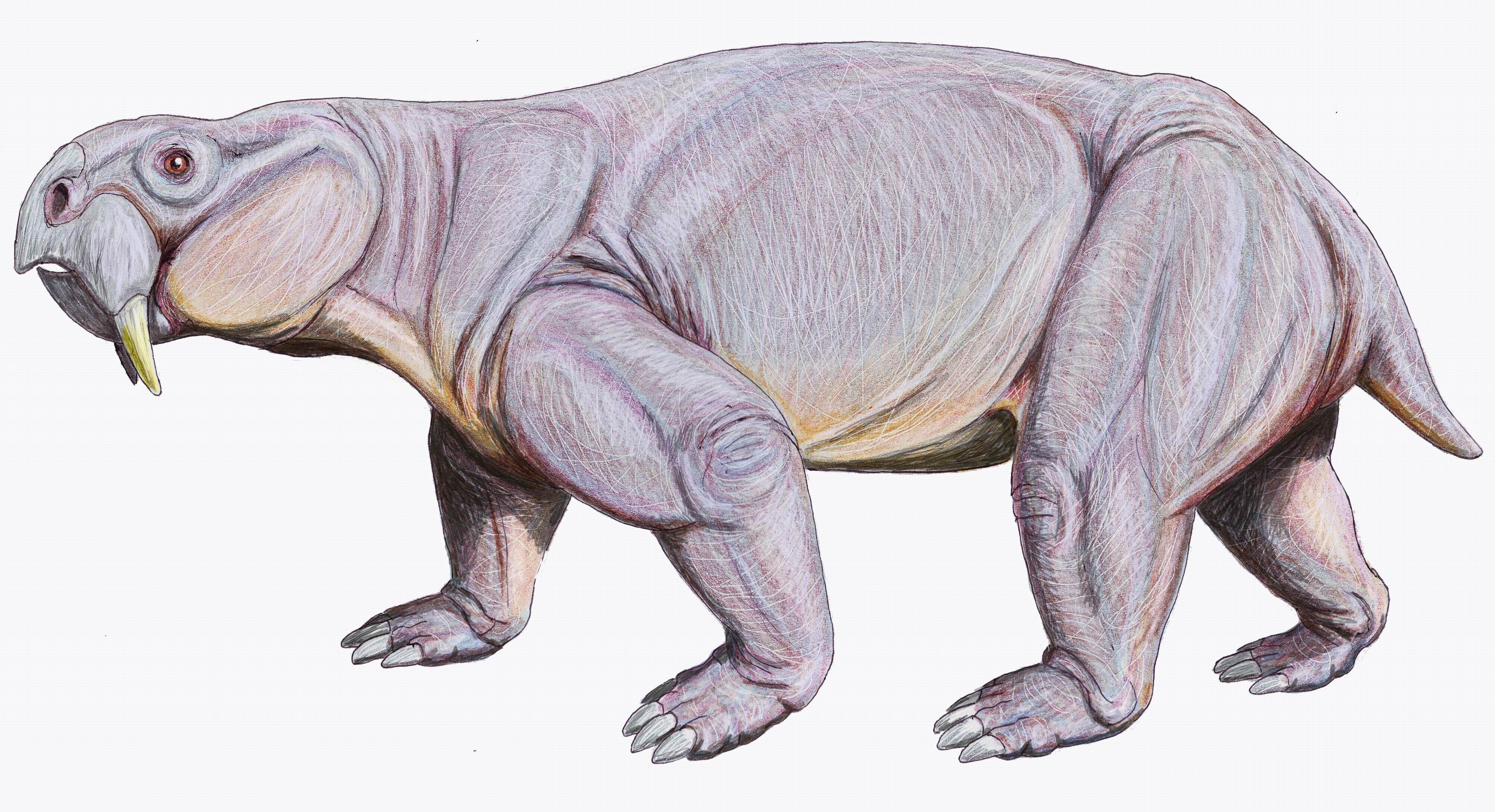
成年恐齒龍獸的想像圖

恐齒龍獸屬（學名：Dinodontosaurus）是獸孔目二齒獸類的一屬，生存於三疊紀中期，是該時期的最大型草食性動物之一，身長約2.4公尺，可能具有角質喙狀嘴。
恐齒龍獸是三疊紀中期的最常見二齒獸類之一，化石發現於巴西的南里奥格兰德州、以及阿根廷。一個挖掘地點曾發現10個集體的恐齒龍獸化石，顯示牠們可能是群居動物。
屬名意為「有恐怖牙齒的蜥蜴」，是在1936年由Tupi Caldas敘述、命名。阿爾弗雷德·羅默（Alfred Romer）在1943年命名的D. oliveirai，是模式種D. pedroanum的異名。

## 外部連結
- Dinosaurs of Rio grande do Sul.